# Lijst van county's in Pennsylvania
De Amerikaanse staat Pennsylvania is onderverdeeld in 67 county's:

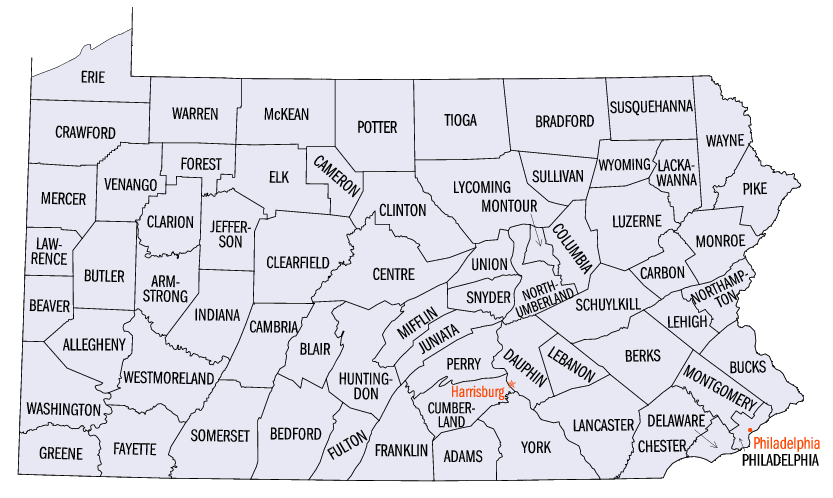
County's van Pennsylvania

| County         | Inwoners 1 juli 2007 | Hoofdplaats    | Inwoners 1 juli 2007 |
| -------------- | -------------------- | -------------- | -------------------- |
| Adams          | 100.779              | Gettysburg     | 8065                 |
| Allegheny      | 1.219.210            | Pittsburgh     | 311.218              |
| Armstrong      | 69.059               | Kittanning     | 4376                 |
| Beaver         | 173.074              | Beaver         | 4401                 |
| Bedford        | 49.650               | Bedford        | 3006                 |
| Berks          | 401.955              | Reading        | 80.769               |
| Blair          | 125.527              | Hollidaysburg  | 5491                 |
| Bradford       | 61.471               | Towanda        | 2847                 |
| Bucks          | 621.144              | Doylestown     | 8149                 |
| Butler         | 181.934              | Butler         | 14.040               |
| Cambria        | 144.995              | Ebensburg      | 2949                 |
| Cameron        | 5349                 | Emporium       | 2241                 |
| Carbon         | 63.242               | Jim Thorpe     | 4878                 |
| Centre         | 144.658              | Bellefonte     | 6184                 |
| Chester        | 486.345              | West Chester   | 18.223               |
| Clarion        | 40.028               | Clarion        | 5271                 |
| Clearfield     | 81.452               | Clearfield     | 6205                 |
| Clinton        | 37.213               | Lock Haven     | 8651                 |
| Columbia       | 64.726               | Bloomsburg     | 12.627               |
| Crawford       | 88.663               | Meadville      | 13.253               |
| Cumberland     | 228.019              | Carlisle       | 18.351               |
| Dauphin        | 255.710              | Harrisburg     | 47.196               |
| Delaware       | 554.399              | Media          | 5413                 |
| Elk            | 32.610               | Ridgway        | 4150                 |
| Erie           | 279.092              | Erie           | 103.650              |
| Fayette        | 144.556              | Uniontown      | 11.730               |
| Forest         | 6955                 | Tionesta       | 583                  |
| Franklin       | 141.665              | Chambersburg   | 17.940               |
| Fulton         | 14.939               | McConnellsburg | 1044                 |
| Greene         | 39.503               | Waynesburg     | 4167                 |
| Huntingdon     | 45.556               | Huntingdon     | 6810                 |
| Indiana        | 87.690               | Indiana        | 14.827               |
| Jefferson      | 45.135               | Brookville     | 4004                 |
| Juniata        | 23.168               | Mifflintown    | 827                  |
| Lackawanna     | 209.330              | Scranton       | 72.485               |
| Lancaster      | 498.465              | Lancaster      | 54.672               |
| Lawrence       | 90.991               | New Castle     | 24.411               |
| Lebanon        | 128.889              | Lebanon        | 24.124               |
| Lehigh         | 337.343              | Allentown      | 107.117              |
| Luzerne        | 312.265              | Wilkes-Barre   | 41.069               |
| Lycoming       | 116.811              | Williamsport   | 29.537               |
| McKean         | 43.633               | Smethport      | 1573                 |
| Mercer         | 116.809              | Mercer         | 2224                 |
| Mifflin        | 46.941               | Lewistown      | 8553                 |
| Monroe         | 164.722              | Stroudsburg    | 6272                 |
| Montgomery     | 776.172              | Norristown     | 31.108               |
| Montour        | 17.817               | Danville       | 4512                 |
| Northampton    | 293.522              | Easton         | 26.094               |
| Northumberland | 91.003               | Sunbury        | 9831                 |
| Perry          | 45.163               | New Bloomfield | ---                  |
| Philadelphia   | 1.449.634            | Philadelphia   | 1.449.634            |
| Pike           | 58.633               | Milford        | 1200                 |
| Potter         | 16.987               | Coudersport    | 2416                 |
| Schuylkill     | 147.269              | Pottsville     | 14.486               |
| Snyder         | 38.113               | Middleburg     | 1338                 |
| Somerset       | 77.861               | Somerset       | 6398                 |
| Sullivan       | 6200                 | Laporte        | 268                  |
| Susquehanna    | 41.123               | Montrose       | 1547                 |
| Tioga          | 40.681               | Wellsboro      | 3250                 |
| Union          | 43.724               | Lewisburg      | 5519                 |
| Venango        | 54.763               | Franklin       | 6711                 |
| Warren         | 40.986               | Warren         | 9440                 |
| Washington     | 205.553              | Washington     | 14.690               |
| Wayne          | 51.708               | Honesdale      | 4733                 |
| Westmoreland   | 362.326              | Greensburg     | 15.330               |
| Wyoming        | 27.835               | Tunkhannock    | 1785                 |
| York           | 421.049              | York           | 40.226               |

Alabama · Alaska · Arizona · Arkansas · Californië · Colorado · Connecticut · Delaware · Florida · Georgia · Hawaï · Idaho · Illinois · Indiana · Iowa · Kansas · Kentucky · Louisiana · Maine · Maryland · Massachusetts · Michigan · Minnesota · Mississippi · Missouri · Montana · Nebraska · Nevada · New Hampshire · New Jersey · New Mexico · New York · North Carolina · North Dakota · Ohio · Oklahoma · Oregon · Pennsylvania · Rhode Island · South Carolina · South Dakota · Tennessee · Texas · Utah · Vermont · Virginia · Washington · West Virginia · Wisconsin · Wyoming